# Bali Air

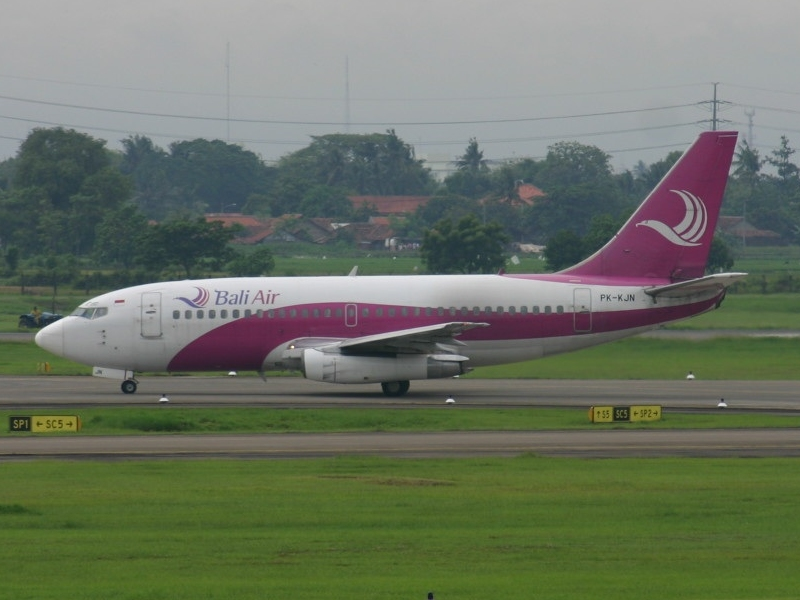
Bali Air Boeing 737-200

Bali Air était une compagnie aérienne basée à Jakarta, en Indonésie, une filiale régionale de Bouraq Indonesia Airlines. 

## Histoire
La compagnie aérienne a été fondée en 1973 sous le nom de Nusantara Air Service . Le nom  est ensuite devenu Bali International Air Service, mais la marque mentionnée sur les avions était Bali Air. Elle était détenue à 100% par Bouraq Indonesia Airlines, elle-même maintenant disparue. La compagnie aérienne a cessé ses activités programmées en 2005, la même année que la faillite de Bouraq. En février 2007, le ministère des Transports indonésien a retardé la révocation des licences de 11 compagnies aériennes inactives, dont Bali Air (Bali International Air Service), pour donner des possibilités de restructuration aux exploitants, mais ce report est resté sans effet.